# Banjas
Banjas (hebr. בניאס; arab. بانياس, Banijas; grec. Πανειάς, Paneas; daw. Cezarea Filipowa) – starożytne miasto, położone u podnóża góry Hermon na Wzgórzach Golan.

## Położenie
Banjas leży na północ od Jeziora Tyberiadzkiego w Górnej Galilei, nad potokiem Hermon (nazywanym także Banjas). W pobliżu znajduje się kibuc Senir.

## Historia

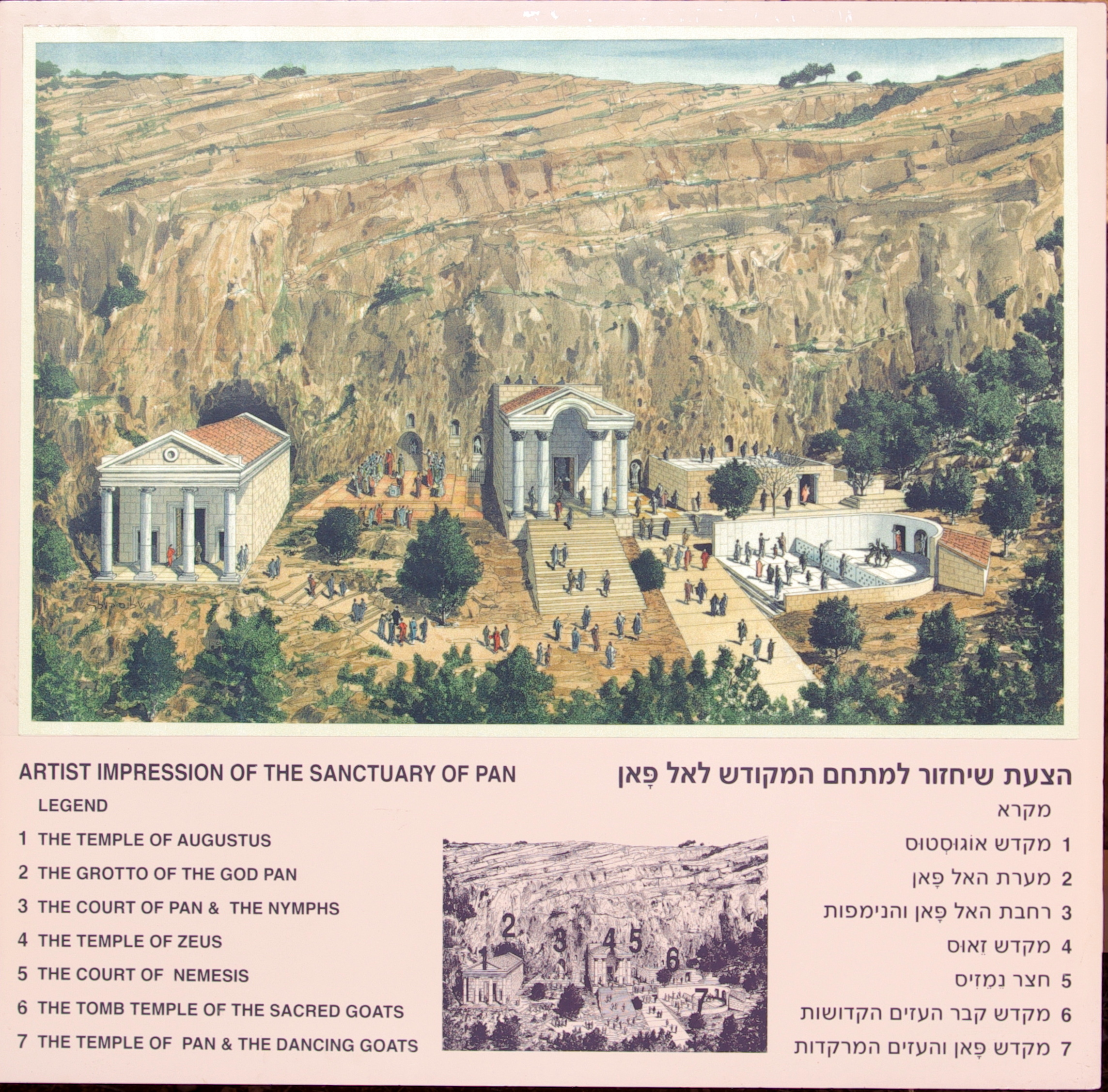
Rekonstrukcja starożytnego Paneas

### Greckie Paneas
Pierwsi ludzie osiedlili się w tej okolicy w okresie podbojów Aleksandra Macedońskiego. Ptolemeusze wybudowali na tutejszym podłużnym wzniesieniu świątynię poświęconą greckiemu bogu Panowi. Świątynia powstała na naturalnym urwisku położonym na północ od nowo powstającej osady. W tamtym czasie przepływ wody w rzece był o wiele większy, a z okolicznych jaskiń tryskały naturalne źródła. Jedna z takich jaskiń została poświęcona greckiej nimfie Echo.
Grecki historyk Polibiusz wymienia bitwę pod Panion. Została ona stoczona w 200 p.n.e. w rejonie Banjas. Podczas tej bitwy wojska Seleucydów pod wodzą Antiocha III odniosły zwycięstwo nad siłami Ptolemeuszy dowodzonym przez Skopasa. Zwycięstwo umocniło panowanie Antiocha nad Fenicją, Galileą, Samarią i Judeą.

### Rzymskie miasto Heroda

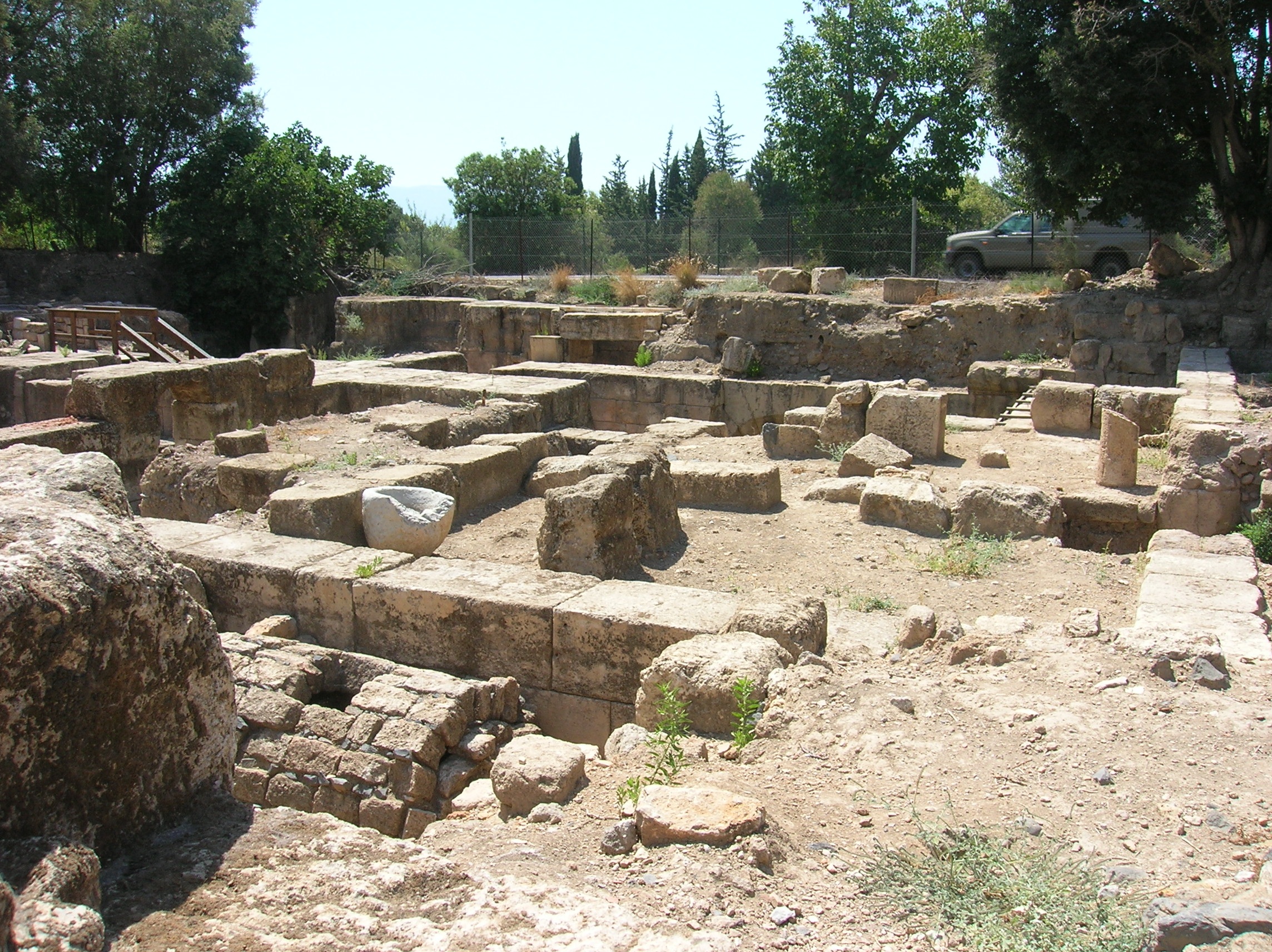
Ruiny rzymskiego miasta w Banjas

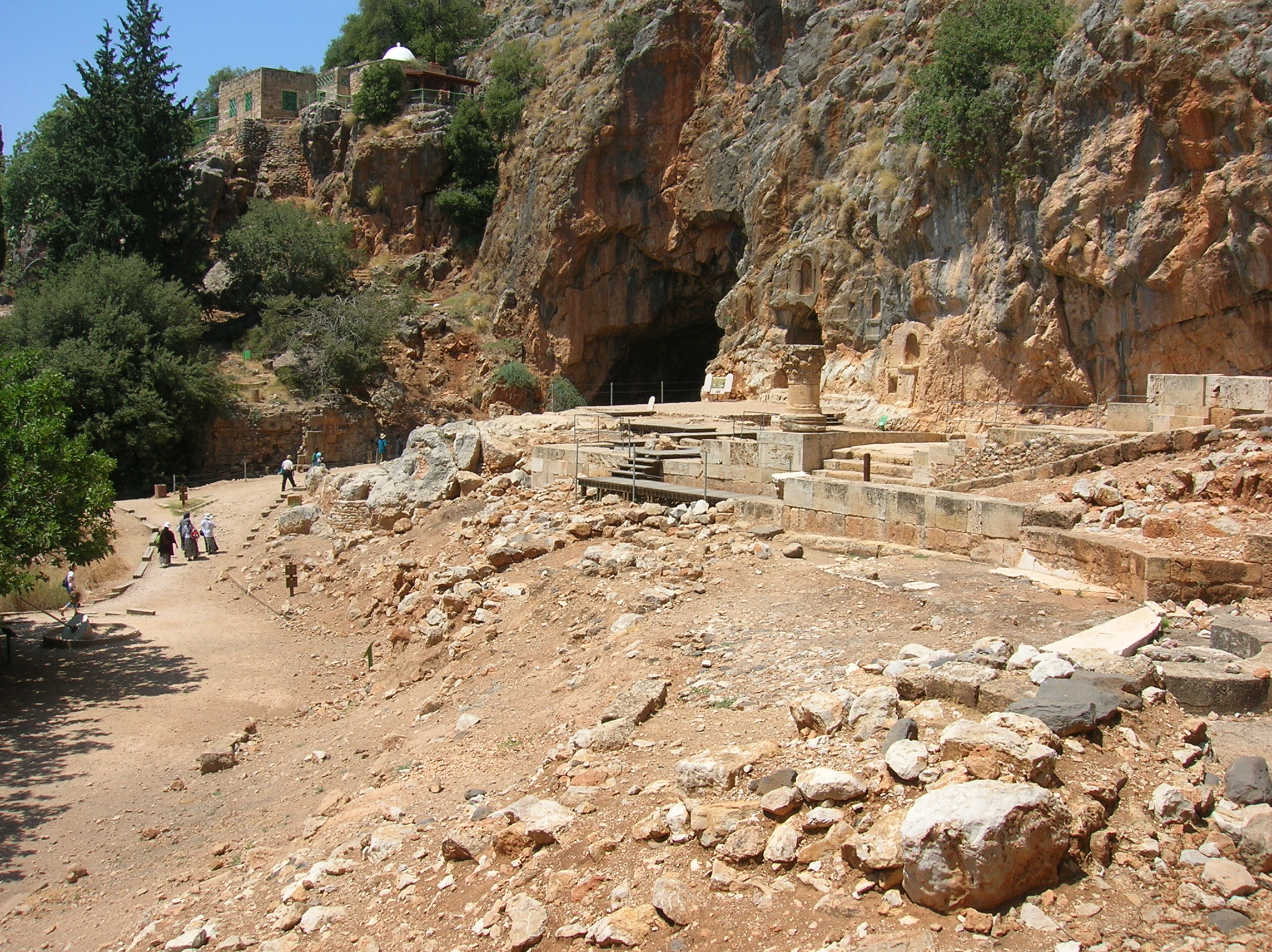
Widok na świątynię Pana

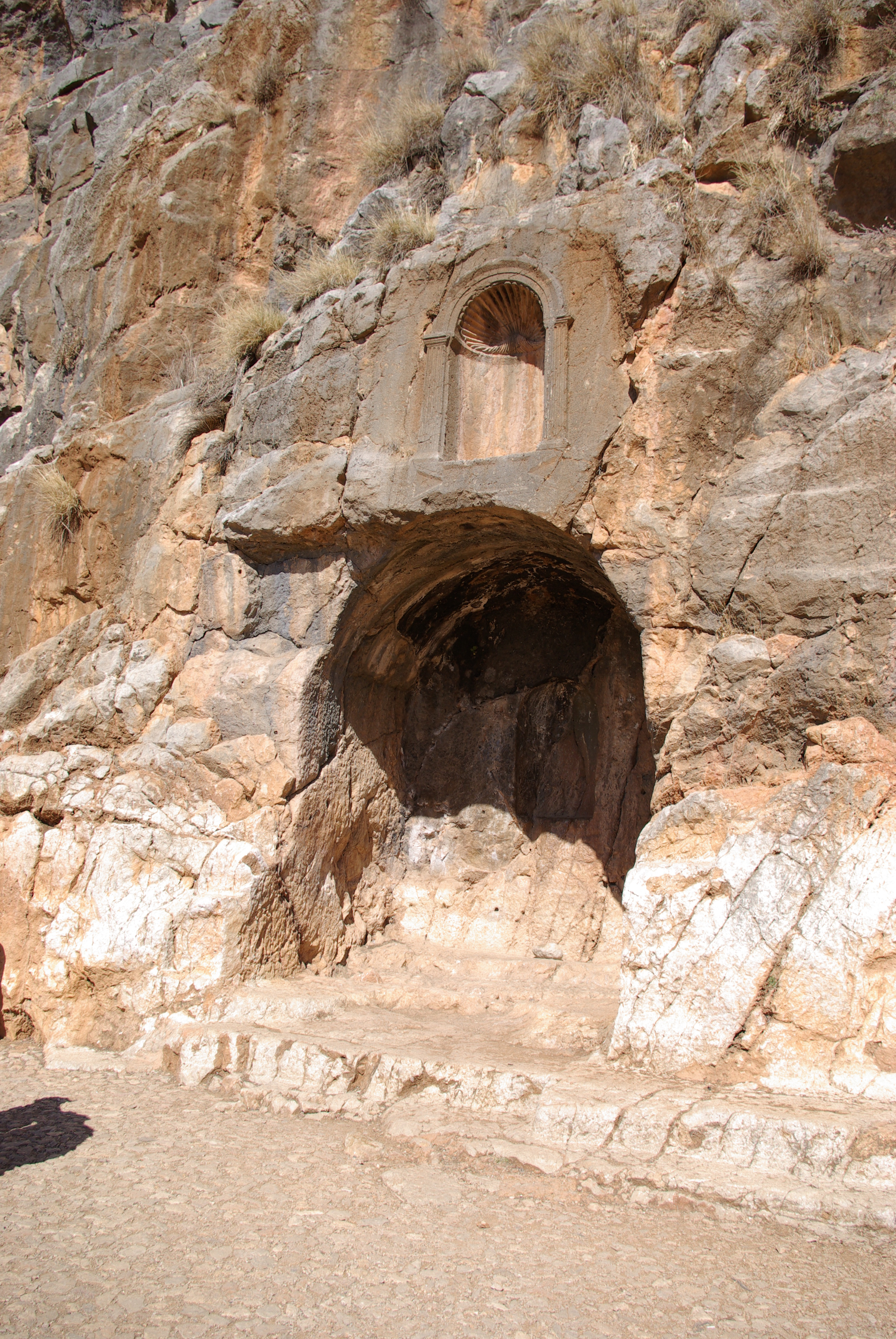
Ruiny Paneas

W 20 p.n.e. Paneas zostało przyłączone do królestwa Heroda Wielkiego. Wzniósł on tutaj świątynię z białego marmuru na cześć cesarza Oktawiana Augusta. W 3 p.n.e. Filip Tetrarcha założył w Paneas miasto, które stało się stolicą administracyjną tetrarchy Batanei. W 14 roku miastu nadano nazwę „Cezarea”, na cześć cesarza Tyberiusza Cezara Augusta, a dla odróżnienia od Cezarei Palestyńskiej określane była jako „Cezarea Filipowa”. Miasto zostało wówczas unowocześnione.
Prawdopodobnie w tym okresie powstała tradycja, że kobieta pochodząca z Paneas została cudownie uzdrowiona przez Jezusa Chrystusa. Z wdzięczności wystawiła ona w Cezarei posąg poświęcony Chrystusowi.
Według relacji ewangelistów w pobliżu Cezarei Filipowej miało miejsce wyznanie Piotra, że Jezus jest Mesjaszem (Ewangelia Marka (Mk 8,27- 30)) i obietnica prymatu dana Piotrowi przez Jezusa (Ewangelia Mateusza (Mt 16,13-20)).
Po śmierci Filipa, w 34 Cezarea została włączona do prowincji Syrii. W 61 król Herod Agryppa II przemianował miasto na Neronias, na cześć cesarza Nerona. Nazwa ta została jednak odrzucona w 68. Podczas I wojny żydowsko-rzymskiej, Wespazjan uczynił w lipcu 67 w Cezarei bazę swoich wojsk, które stąd wyprowadziły natarcie na Tyberiadę i Galileę.
W 361 cesarz Julian Apostata wszczął reformę religijną w Cesarstwie Bizantyńskim, dążąc do przywrócenia greckiej pogańskiej wiary jako religii państwowej. W Cezarei usunięto wówczas posąg Chrystusa.

### Czasy podbojów arabskich i krzyżowców
W okresie podbojów arabskich, w 635 cesarz Herakliusz uzyskał w Paneas korzystne warunki kapitulacji po przegranej bitwie z wojskami Chalid ibn al-Walidem. Rok później, przez miasto ponownie przechodziły wojska bizantyńskie zmierzające do miejsca bitwy nad rzeką Jarmuk. Po podboju Palestyny przez wojska muzułmańskie, miasto Paneas bardzo szybko upadło. Była to niewielka miejscowość graniczna, posiadająca jednak duże znaczenie wojskowe z powodu swojego strategicznego położenia na północnej granicy Palestyny. Wraz z przeniesieniem stolicy Kalifatu z Damaszku do Bagdadu, miasto Paneas stało się prowincjonalnym zaściankiem. Pod koniec IX wieku miasteczko było znane jako Madinat Al-Askat.
W 1148 Banjas zajęli krzyżowcy. Król Baldwin III Jerozolimski przyznał te ziemie Zakonowi Rycerskiemu Szpitalników. Powstał tutaj niewielki zamek obronny, chroniący granicę i szlak handlowy. Całość tych ziem zajął Saladyn. W pierwszej dekadzie XIII wieku Banjas zniszczyło trzęsienie ziemi.

### Okres osmański
Podróżnik Buckingham w 1825 odwiedził rejon Banjas i opisał je takimi słowami: „Obecne miasto jest małe, biednie zbudowane, nie posiada miejsca kultu, a mieszkańcy, będący w liczbie około 500, są mahometanami”. W 1870 Banjas została opisana jako niewielka wieś z 350 mieszkańcami.

### Mandat Palestyny i współczesność
Pod koniec I wojny światowej w 1918 w rejonie Banjas operowały brytyjskie siły wojskowe, dążące do przejęcie kontroli nad wszystkimi źródłami rzeki Jordan. Położone na północy tereny Libanu i Syrii znalazły się pod francuską kontrolą, co sprawiło, że przebieg granicy był niezwykle płynny i trudny do ustalenia. W 1920 Banjas przyznano francuskiemu Mandatowi Syrii i Libanu, a w 1922 wyznaczono linię graniczną, która przebiegała w odległości 750 m na południe od rzeki Banjas.
Podczas II wojny światowej wojska brytyjskie przeprowadziły w 1941 operację „Exporter”, w trakcie której zajęto między innymi Banjas. W następnych latach obszar ten pozostawał pod kontrolą wojsk brytyjskich z Mandatu Palestyny. Kiedy w kwietniu 1946 Syria uzyskała niepodległość, Wielka Brytania i Francja odmówiły uznania jej granic mandatowych z 1923. Na samym początku I wojny izraelsko-arabskiej w maju 1948 Banjas zajęły wojska syryjskie. Po wojnie, Banjas znalazło się na terytorium Syrii, natomiast na zachód od rzeki przebiegała granica strefy zdemilitaryzowanej.
W styczniu 1964 Syria rozpoczęła budowę kanału mającego zawrócić rzekę z Banjas, i nie dopuścić do jej przepływu do Izraela. Budowany kanał miał prowadzić wodę u podnóża Wzgórz Golan do rzeki Jarmuk. Doprowadziło to do izraelskiej interwencji wojskowej i wzajemnej wymiany ognia. Podczas wojny sześciodniowej 10 czerwca 1967 Banjas zajęły wojska izraelskie.